# Infidels
Infidels är ett musikalbum av Bob Dylan släppt 1983. Medproducent på albumet var Mark Knopfler. Det här albumet har en mindre andlig betoning än Dylans föregående tre religiösa album, även om en religiösa teman fortfarande kan anas i vissa av albumets låtar. Albumets två inledande spår "Jokerman" och "Sweetheart Like You" har båda ansetts innehålla dolda religiösa teman. Båda dessa låtar släpptes även som singlar, och "Sweetheart Like You" nådde plats 55 på Billboard Hot 100.
Skivan innehåller också ett flertal låtar som kommenterar världspolitik, "Neighborhood Bully" handlar om och försvarar Israel, och "Union Sundown" handlar om billiga importvaror och girighet som lett till att jobb försvunnit i USA. "License to Kill" kritiserar mänsklig imperialism och högmod.
Två låtar som var nära att komma med på albumet, men togs bort i sista stund var "Blind Willie McTell" och "Foot of Pride". Dessa låtar har senare släppts på samlingsalbum. "Blind Willie McTell" har Dylan också framfört under konsert vid flera tillfällen.

## Låtlista
Låtarna skrivna av Bob Dylan.
1. "Jokerman" - 6:12
2. "Sweetheart Like You" - 4:31
3. "Neighborhood Bully" - 4:33
4. "License to Kill" - 3:31
5. "Man of Peace" - 6:27
6. "Union Sundown" - 5:21
7. "I and I" - 5:10
8. "Don't Fall Apart on Me Tonight" - 5:54

## Medverkande
- Bob Dylan - gitarr, munspel, keyboard, sång
- Sly Dunbar - trummor, percussion
- Robbie Shakespeare - bas
- Mick Taylor - gitarr
- Mark Knopfler - gitarr
- Alan Clark - keyboard
- Clydie King - sång på "Union Sundown"

## Listplaceringar
| Lista (1983)   | Position            |
| -------------- | ------------------- |
| Finland        | 12                  |
| Frankrike      | 22                  |
| Kanada         | 14 (RPM)            |
| Nederländerna  | 9                   |
| Norge          | 1 (VG-lista)        |
| Nya Zeeland    | 4                   |
| Schweiz        | 9                   |
| Storbritannien | 9 (UK Albums Chart) |
| Sverige        | 3 (Topplistan)      |
| USA            | 20 (Billboard 200)  |
| Västtyskland   | 31                  |
| Österrike      | 20                  |